# لوکا: آغاز
لوکا: آغاز (کره‌ای: 루카: 더 비기닝؛ انگلیسی: L.U.C.A. : The Beginning) مجموعه تلویزیونی محصول کره جنوبی در سال ۲۰۲۱ با بازی کیم ره وون و لی دا هی است. این مجموعه از ۱ فوریه تا ۹ مارس ۲۰۲۱، روزهای دوشنبه و سه‌شنبه ساعت ۲۱:۰۰ (کی‌اس‌تی) از تی‌وی‌ان برای ۱۲ قسمت پخش شد.

## بازیگران

### اصلی
- کیم ره وون در نقش زی او
  - اوه هان کیول در نقش جوانی زی او
- لی دا هی در نقش ها نول‌ئه‌گوروم
  - سو اون سول در نقش جوانی ها نول‌ئه‌گوروم
- کیم سونگ اوه در نقش لی سون